# Комацу-но-мия Акихито
Принц Акихито из линии Комацу (яп. 小松宮彰仁親王 Комацу-но-мия Акихито синно:,  11 февраля 1846, Киото — 18 февраля 1903, Токио) — 1-й глава дома Хигасифусими/Комацу-но-мия (1867—1903), начальник Генерального штаба Императорской армии Японии (26 января 1895 — 20 января 1898), представитель одной из младших ветвей японской императорской фамилии.

## Ранняя жизнь
Родился в Киото под именем принц Ёсиаки. Седьмой сын принца Фусими Кунииэ (1802—1872), 20-го главы дома Фусими-но-мия (1817—1848). В 1858 году принц Ёсиаки был признан императором Нинко в качестве потенциального наследника престола. Когда он родился, Япония находилась под управлением сёгуната Токугава. С детства принц стал буддийским священником и был назначен служить в храм Нинна-дзи в Киото, где он принял титул Ниннадзи-но-Мия Есиаки (仁和寺宮嘉彰). В 1857 году во время Реставрации Мэйдзи принц Ёсиаки вернулся к светской жизни и возглавил императорские силы в Осаке, Ямато, Сикоку и Айдзу во время Войны Босин с целью свержения сёгуната Токугава.
Первоначально принц был выбран для заключения династического союза с Гавайским королевством и должен был жениться на принцессе Каулани (1875—1899), но эта женитьба так и не состоялась.
6 ноября 1869 года принц Ёсиаки женился на Ариме Ёрико (18 июня 1852 — 26 июня 1914), дочери Аримы Ёрисигэ (1828—1893), последнего даймё из Куруме-хана. В 1870 году император Мэйдзи пожаловал принцу Ёсиаки титул Хигасифусими-но-мия и разрешение на создание новой боковой линии императорского дома.

## Военная карьера
Принц Ёсиаки изучал военную тактику в Англии в течение двух лет с 1870 по 1872 год. Он считался блестящим военным тактиком, он помог подавить многие самурайские бунты в первые годы периода Мэйдзи, включая восстания в Саге (1874) и Сацуме (1877). Император Мэйдзи пожаловал принцу чин генерал-лейтенанта с недавно созданной Императорской армии и наградил его Орденом Восходящего Солнца 1-й степени.
В 1882 году принц Ёсиаки изменил название своего дома на Комацу-но-мия, а своё личное имя «Ёсиаки» на «Акихито», и поэтому стал известен как «принц Комацу-но-мия Акихито».
Принц Комацу дослужился до чина генерала и поручил в командование Первую дивизию Императорской гвардии в 1890 году. Он был номинальным главнокомандующим японских экспедиционных сил в Первую Японо-китайскую войну (1894—1895) и стал членом Высшего Военного совета. После смерти своего дяди, принца Арисугавы Тарухито в 1895 году принц Комацу Акихито был назначен начальником Генерального штаба Императорской армии Японии и получил почётное звание генерал-фельдмаршала.

## Дипломатическая карьера
Принц Комацу Акихито также служил правительству Мэйдзи на дипломатическом поприще. В 1886 году от имени императора Мэйдзи он посетил Англию, Францию, Германию и Россию.
В 1887 году принц посетил Стамбул, ознаменовав первые шаги по устанавливанию отношений между Османской империей и Японской империей. Принц Комацу получил аудиенцию османского султана Абдул-Хамида II.
В июне 1902 года принц Комацу Акихито прибыл в Великобританию, чтобы представлять императора Мэйдзи на коронационных церемониях нового короля Эдуарда VII, затем он посетил Францию, Испанию, Бельгию, Германию и Россию.
В последние годы принц Комацу был покровителем обществ Японского Красного Креста и Дай Ниппон Бутокукай.
В феврале 1903 года после смерти бездетного принца Комацу Акихито титул Комацу-но-мия унаследовал его младший брат, принц Хигасифусими Ёрихито (1867—1922). Чтобы сохранить фамилию Комацу, в 1910 году четвертый сын принца Китасиракава Ёсихиса (1847—1895) получил имя Комацу Тэрухиса (1888—1970) с титулом маркиза (косяку).

## Награды
- Орден Золотого коршуна 2-й степени
- Орден Восходящего солнца 1-й степени
- Орден Хризантемы
- Орден Красного орла большой крест (21 января 1887, королевство Пруссия)[1]